# Augustus Waller

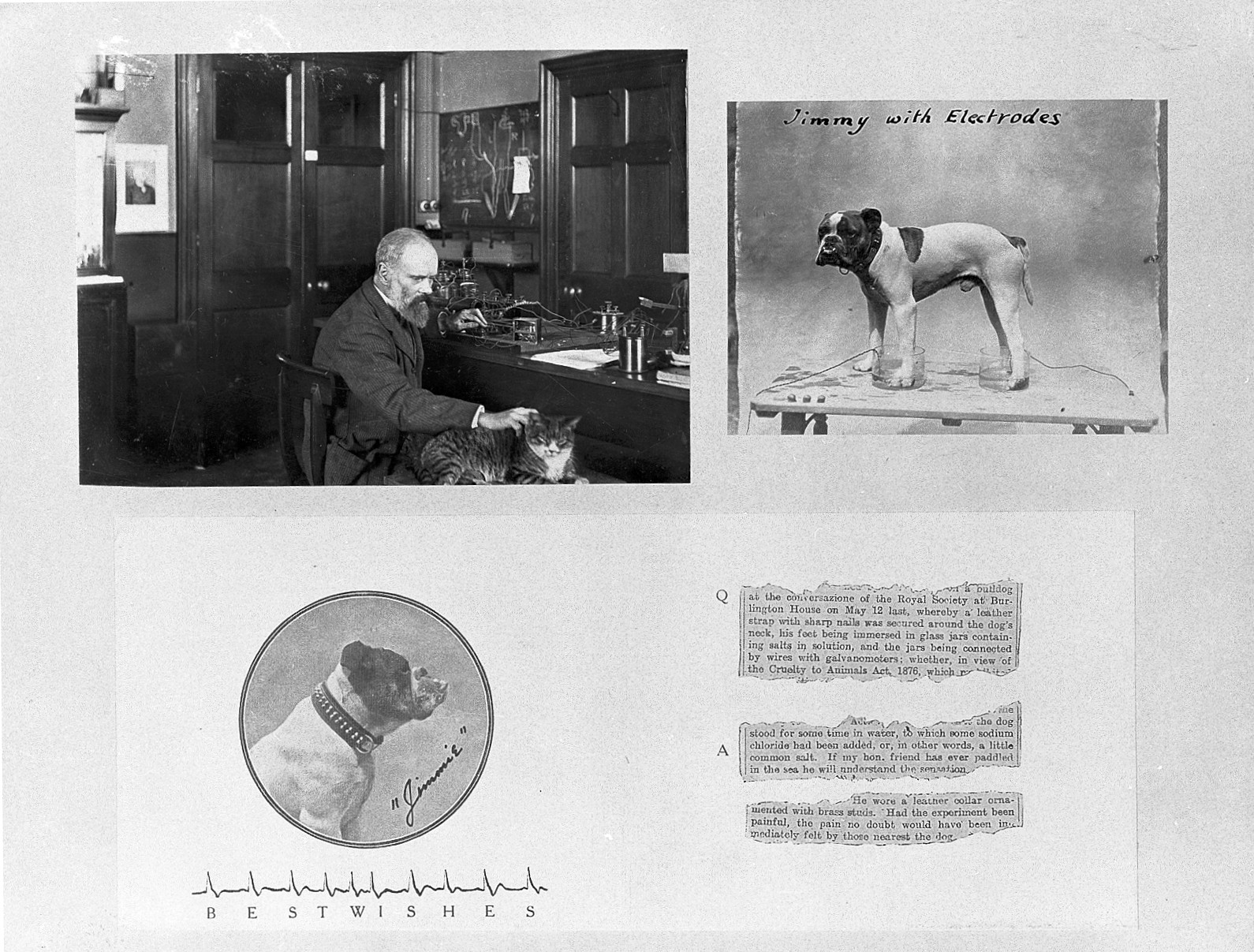
A.D. Waller laboratóriumában készülékével és macskával. Jimmy nevű kutyája elektródákkal

Augustus Desiré Waller (Párizs, 1856. július 12. – London, 1922. március 11.) brit fiziológus, az elektrokardiográfia feltalálója, Augustus Volney Waller fia.

## Életpályája
Skócia Aberdeeni Egyetemén 1878-ban szerzett orvosi diplomát, mesterfokozatot pedig 1881-ben. 1883-ban a fiziológia tanára lett a London School of Medicine for Womenen. Későbbi felesége egyik ottani tanítványa, Alice Palmer, George Palmer országgyűlési képviselő, a Huntley és Palmer kekszgyár alapító igazgatójának lánya lett.
1884-ben a londoni Szűz Mária Klinika fiziológiaprofesszora lett. 1887-ben Lippmann-elektrométert használt az első emberi elektrokardiogram rögzítésére, majd létrehozta az első felületi elektródákkal működő EKG-berendezést.
Európa- és Amerika-szerte előadásokat tartott. Gyakran a kutyáját, Jimmyt használta EKG-bemutatóin. Kezdetben nem gondolta, hogy az elektrokardiogramok hasznosak lennének a gyógyászatban is. Végül azonban más olyan fiziológusok, mint Willem Einthoven és Thomas Lewis meggyőzték, hogy a kardiogramok segíthetnek a szívbetegségek diagnosztizálásában. 1917-ben tanulmányt tett közzé több mint 2000 kardiogrammal.
1897. január 13-i hatállyal kinevezték az élettan teljes munkaidős professzorává.
Két agyvérzés után, életének 66. évében Londonban hunyt el.

## Fordítás
- Ez a szócikk részben vagy egészben  az   Augustus Desiré Waller című angol Wikipédia-szócikk ezen változatának fordításán alapul.  Az eredeti cikk szerkesztőit annak laptörténete sorolja fel. Ez a jelzés csupán a megfogalmazás eredetét és a szerzői jogokat jelzi, nem szolgál a cikkben szereplő információk forrásmegjelöléseként.